# Amara (indonesische Sängerin)
Tuwuh Adijatitesih Amaranggana (geb. 8. Juli 1975 in Jakarta), besser bekannt unter ihrem Künstlernamen Amara oder Mara, ist eine indonesische Sängerin, Schauspielerin und Model.

## Leben
Amara wurde am 8. Juli 1975 in Jakarta geboren. Ihre Mutter, Itje Komar, arbeitete als Produzentin für ein Aufnahmestudio namens „Bintang Gemilang Jaya Sakti“ in Jakarta.
Amara heiratete am 2. Dezember 1999 den Sänger Frans Mohede in Hongkong. Da das indonesische Gesetz seit 1974 interreligiöse Ehen verbietet, musste die Eheschließung im Ausland im Nachhinein in Indonesien rechtlich anerkannt werden. Obwohl Amaras Mutter sich aufgrund der unterschiedlichen Religionszugehorigheit weigerte, die Hochzeit zu akzeptieren., blieb das Paar in der indonesischen Öffentlichkeit populär.
Aus ihrer Ehe gingen drei Kinder hervor, die 2004, 2006 und 2008 geboren wurden.

## Karriere
Amara begann ihre Karriere in der Unterhaltungsbranche, als sie 1989 den dritten Platz auf dem Cover des Magazins „Mode“ belegte. Danach wurde sie Werbemodell in mehreren Werbespots sowie Videoclip-Model für mehrere Musiker, darunter ein Videoclip-Model für die indonesische Musikgruppe Gigi. Dann betrat sie die Welt der Schauspielerei und bekam die Hauptrolle in ihrer ersten Seifenoper mit dem Titel Rembulan Kece mit Frans Mohede im Jahr 1995.
1996 gründete sie mit Arie Widiawan und ihrem späteren Ehemann Frans Mohede das Gesangstrio Lingua, eine indonesische Country-Pop-Musikgruppe. Trotz des großen Erfolgs, den ihre Gruppe in Indonesien erzielte, gerät die Gruppe Anfang der 2000er Jahre in Vergessenheit. Es wurde wiederholt gesagt, dass ihr Rückgang auf die asiatische Finanzkrise zurückzuführen sei.
Seitdem hat sie eine Karriere als Schauspielerin verfolgt und viele Angebote für Rollen in Seifenopern und Fernsehfilmen erhalten. Ihre erste Hauptrolle erhielt sie in der Fernsehserie Mahligai Diatas Pasir (Über der Sandburg) mit dem Schauspieler Adjie Massai, wo sie ein Mädchen spielte, das neu in Jakarta angekommen ist und versucht, ihr Leben zu verbessern, nachdem sie nach einer Vergewaltigung schwanger wurde. Sie ist eine enge Freundin der Schauspielerin Michelle Ziudith, sie spielten bereits zusammen in der Seifenoper Sajadah Cinta Maryam (Sajadah liebt Maryam) und in Love in Paris, in dem sie die Rolle ihrer eigenen Mutter spielte.
Seit 2007 betreibt sie mit ihrem Mann ein Muay-Thai-Trainingszentrum namens Baan Muay Thai Club. Sie praktizierten dort verschiedene Kampfsportarten wie Kung Fu, den indonesischen Kampfsport Merpati Putih und Taekwondo.

## Filmographie

### Film
- Misi: 1511 (Mission: 1511; 2006)
- Tiger Boy (2015)
- ILY from 38.000 Ft (2016)

### Fernsehen
- Orde Cinta (Order of Love; 2001)
- Wajah Kita (Our Face; 2005)
- Hatiku Menangis Melihat Anakku
- Benci Aku (My heart wept to see my son hates me; 2015)

### Seifenopern
- Rembulan Kece
- Cinta Tak Pernah Salah
- Menjemput Impian
- Ketika Cinta Berbunga
- Biarkan Hati Bicara
- Mahligai Diatas Pasir
- Bukan Impian Semusim
- 8 Tahun Kemudian
- Misteri Bali
- Cintakuh di Rumah Susun
- Rembulan & Matahari
- Bawa Aku Terbang
- Bukan Cinta Semusim
- Hidayah
- Suci
- Martabat
- Wajah
- Hafizah
- Cinta Melody
- Cintaku Melati
- Tutur Tinular
- Istri Istri Suamiku
- Putih Abu-Abu
- Love in Paris
- Detak Cinta
- Yang Muda Juga Mencinta
- Operation Wedding Series
- Sajadah Cinta Maryam
- Cinta Di Langit Taj Mahal
- Halilintar

## Diskographie

### Zusammen mit der Band Lingua

#### Studioalben
- Bila Kuingat (1996)
- Bintang (1998)
- Mampu Bertahan (2016)

#### Singles
- Good Times (2015)
- Arti Sebuah Keangkuhan (2017)
- Jangan Kau Henti (2019 version) (2019)
- Bila Kuingat (2019 version) (2019)
- Temani Malamku (2020)

## Werbeauftritte
- Sunsilk Premium Scalp Care
- Sunsilk Jeruk Nipis
- Sunsilk Premium Hot Oil
- Packaging Sunsilk
- Promag
- SilverQueen
- Minuman Sari Asem
- Ligna Furniture
- Bisolvon extra